# Dragonfire (arme)
Le Dragonfire (l’orthographe DragonFire se rencontre également) est un démonstrateur technologique britannique d’arme à énergie dirigée par laser (LDEW). Il a été dévoilé pour la première fois au public en 2017 lors de la conférence Defence and Security Equipment International (DSEI) à Londres et est développé par UK Dragonfire, une collaboration composée de MBDA UK, Leonardo UK, QinetiQ et du Defence Science and Technology Laboratory (DSTL). En tant que démonstrateur technologique, il sera utilisé pour évaluer les armes à énergie dirigée laser et leurs applications potentielles au sein des forces armées britanniques.

## Développement
L’arme a été présentée pour la première fois au public lors de la conférence DSEI 2017 à Londres. Le développement du démonstrateur technologique devait être réalisé dans le cadre d’un partenariat entre le ministère de la Défense britannique (Ministry of Defense, MoD) et l’industrie privée. UK Dragonfire est le résultat de contrats d’une valeur de 100 millions de livres sterling – dont 30 millions de livres sterling ont été attribués par le programme de recherche du conseiller scientifique en chef du ministère de la Défense – de diverses sociétés, dirigées par MBDA UK avec la participation de QinetiQ, Leonardo, GKN, Arke, BAE Systems et Marshall Land Systems, pour développer un démonstrateur technologique.
Les essais devaient commencer en 2018, suivis d’une grande démonstration en 2019, mais la pandémie de Covid-19 et des problèmes techniques ont entraîné des retards. Il a finalement été déployé lors d’essais en 2022 sur les champs de tir des Hébrides extérieures, en Écosse. Selon MBDA, ces premiers essais de faible puissance ont prouvé la capacité du Dragonfire à suivre des cibles aériennes et maritimes avec une précision exceptionnellement élevée. Cela a été suivi d’essais de haute puissance en novembre 2022, où l’arme a engagé des cibles à l’aide de son laser de haute puissance dans des scénarios représentatifs sur le plan opérationnel,. Le Dragonfire a engagé une cible aéroportée lors d’exercices en Écosse en janvier 2024. Le MoD a déclaré : « La portée du Dragonfire est classifiée, mais il s’agit d’une arme en tir direct et elle peut engager n’importe quelle cible visible. La précision requise équivaut à frapper une pièce de 1 £ (d’un diamètre de 23 mm) à un kilomètre de distance,.

## Utilisation
Le 12 avril 2024, dans le cadre de l'aide à l'Ukraine à la suite de son invasion par la Russie, le Royaume-Uni envisage la possibilité d'envoyer des prototypes du laser de combat « DragonFire » en Ukraine,,,.

## Caractéristiques
Le Dragonfire utilise une technologie de combinaison de faisceaux pionnière au Royaume-Uni pour fournir un faisceau laser avec une densité de puissance accrue, des temps de défaite réduits et une portée effective accrue. Ceci est réalisé, en partie, grâce à l’utilisation de dizaines de fibres de verre, mais l’approche technique complète reste classifiée. Le laser et ses systèmes de ciblage associés, y compris une caméra électro-optique et un deuxième laser de plus faible puissance pour l’imagerie et le suivi, sont montés sur une tourelle. Le laser serait de la classe des 50 kW et est conçu pour défendre des cibles terrestres et maritimes contre des menaces telles que les missiles et les mortiers Ses besoins en énergie pourraient être satisfaits par un système de stockage d’énergie à volant d’inertie (FESS), une innovation conjointe entre le Royaume-Uni et les États-Unis actuellement en cours de développement.
Le Royaume-Uni envisage des armes laser à haute énergie, comme le Dragonfire, à bord des futurs navires de guerre de la Royal Navy, des véhicules blindés de l’armée britannique et des avions de combat de la Royal Air Force, y compris le BAE Systems Tempest. Il vise à démontrer ces concepts à bord d’une frégate de type 23 et d’un véhicule blindé Wolfhound.

## Systèmes comparables
HELMA-P